# Dendrobium nobile
A Dendrobium nobile az egyszikűek (Liliopsida) osztályának spárgavirágúak (Asparagales) rendjébe, ezen belül a kosborfélék (Orchidaceae) családjába tartozó faj.

## Előfordulása
A Dendrobium nobilét gyakran termesztik; származási helye Észak-Indiától és Nepáltól Dél-Kínáig és Vietnámig terjed. A következő országokban lelhető fel: Bhután, India, Kína, Laosz, Mianmar, Nepál, Thaiföld és Vietnám.

## Megjelenése
Felálló szárú, több, 30-75 centiméter hosszú, húsos, bordázott szártaggal, amelyeket hártyás burkok vesznek körül, és álgumókká vastagodnak. Levele bőrnemű, hosszúkás-elliptikus, 7-11 centiméter hosszú és 2-3 centiméter széles, továbbá ferde csúcsú. A levelek kétsorosan állnak. Lepellevelei a tövükön csaknem fehérek, csúcsukon (ibolyás) rózsaszínűek; a 3 külső keskeny, a 2 belső valamivel szélesebb, elliptikus, oldalra vagy kissé felfelé irányul, a harmadik zacskó alakú, felül nyitott mézajakká alakult, a csúcsán (ibolyás) rózsaszín, a közepe fehéres vagy sárgás, a torok bársonyos borvörös vagy sötét bíborbarna. Virága illatos, 5-8 centiméteres, a bibeoszlop rejtetten helyezkedik el a mézajak tövében; többnyire számos, 2-4 tagú virágzat fejlődik hosszú, levéltelen szárrészeken. Termése rövid, szögletes, sok magot tartalmazó tok.

## Életmódja
A növény legjobban hegyvidékeken fejlődik, 1800 méteres tengerszint feletti magasságig, és a virágképződéshez hűvös éjszakákat igényel. A nagyobb példányok egyszerre 200-300 virágot hordozhatnak.

## Egyéb
A Dendrobium nobile Szikkim nemzeti virága. A több mint 1500 Dendrobium-fajból sok mást is szívesen tartanak dísznövényként. A Dendrobium bigibbum, régebbi nevén Dendrobium phalaenopsis többnyire piros virágai alakjukban a Phalaenopsis nemzetségre emlékeztetnek, mézajkuk azonban zacskó alakú és hosszan kihegyezett. A Dendrobium thyrsiflorum virágai tömött fürtökben csüngnek, fehér színűek, sárga mézajakkal.

## Képek

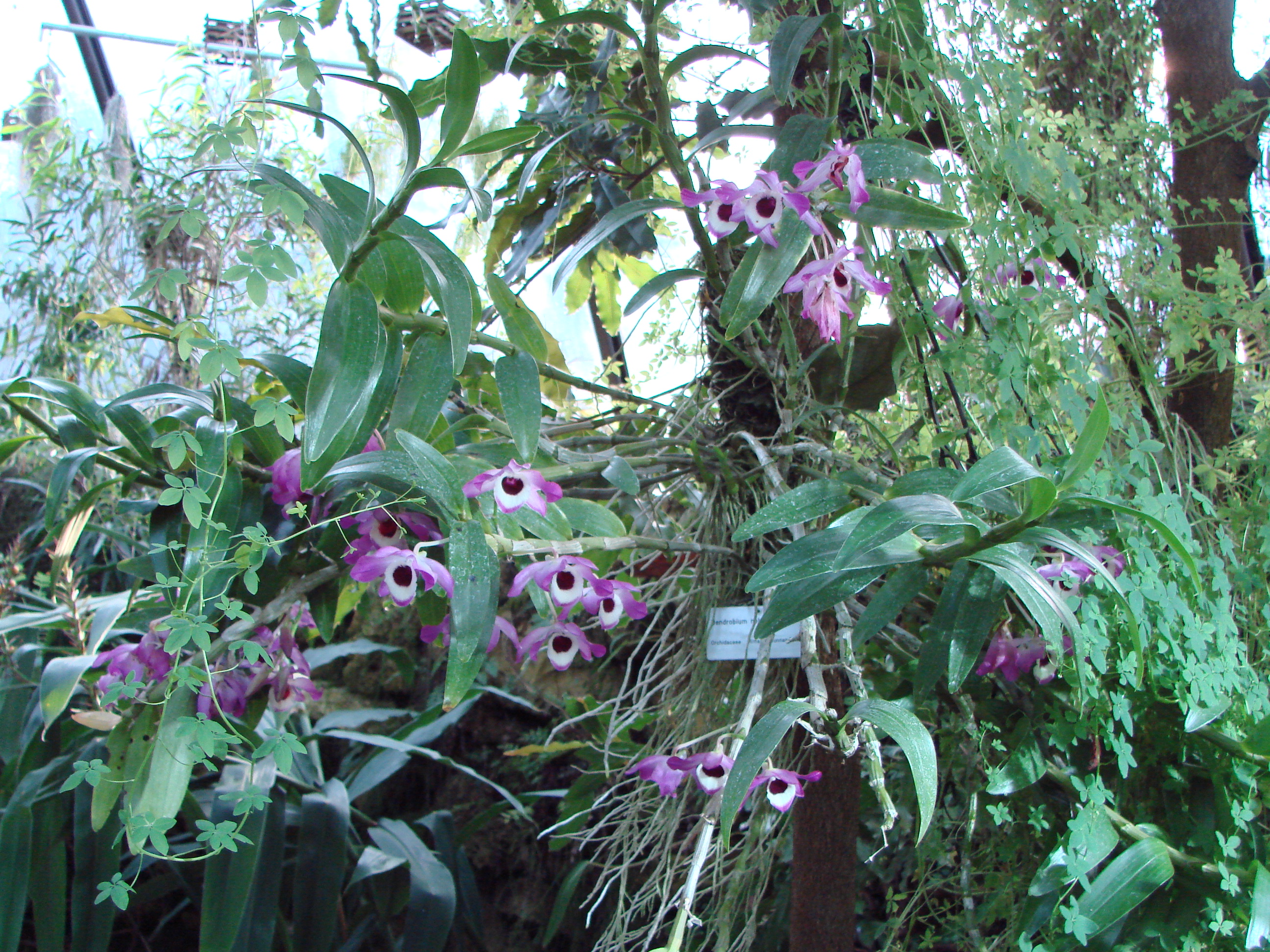
Különböző
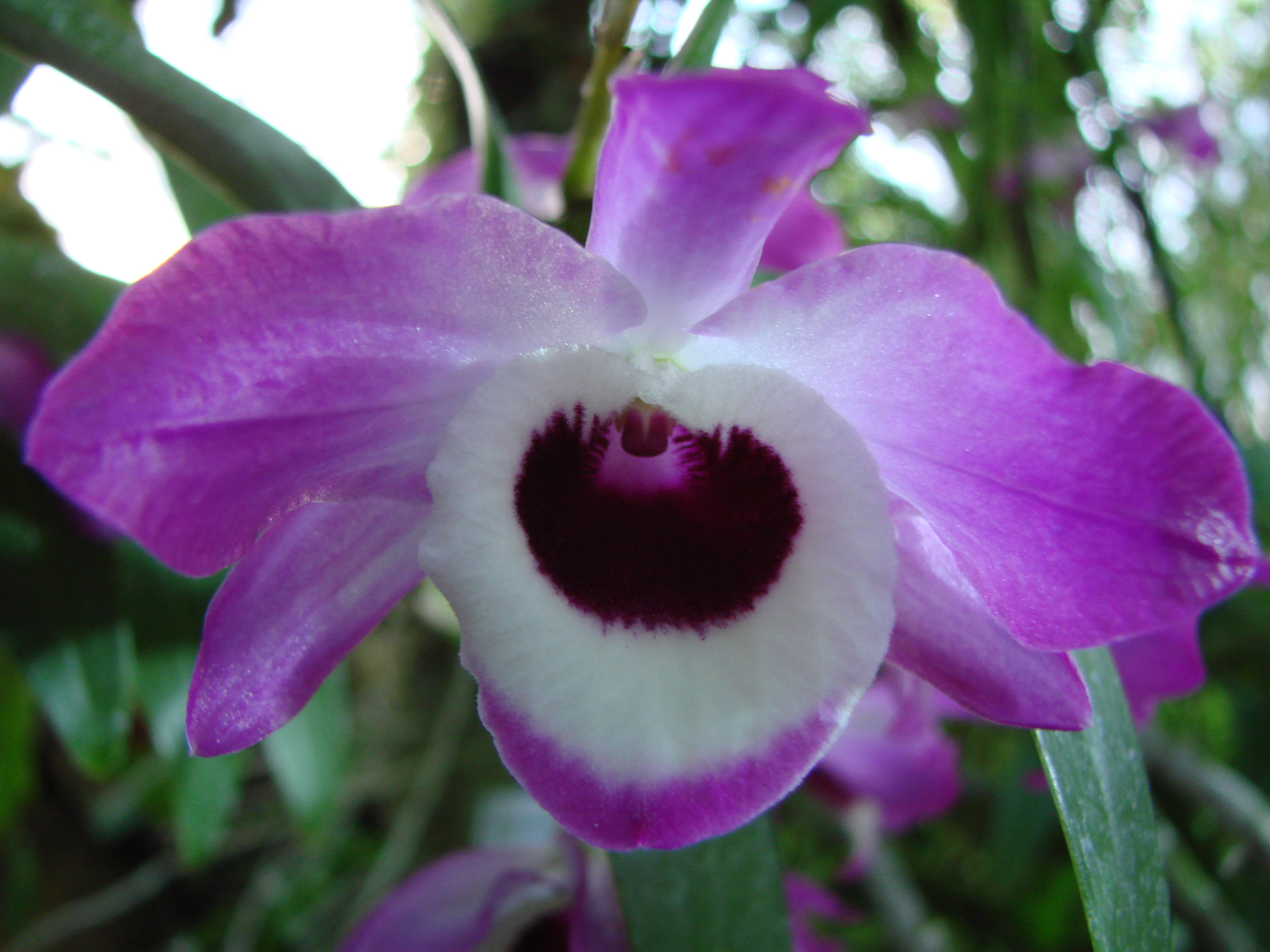
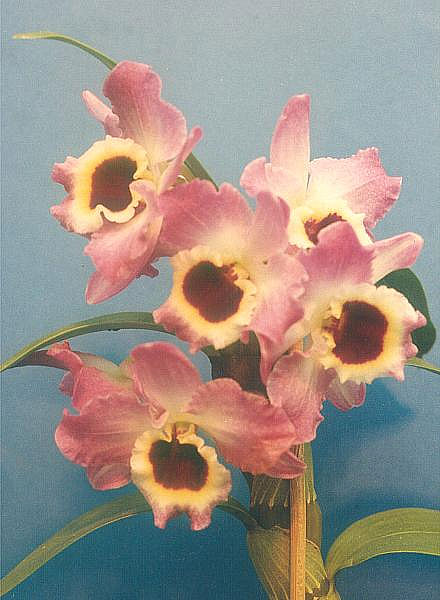
színek
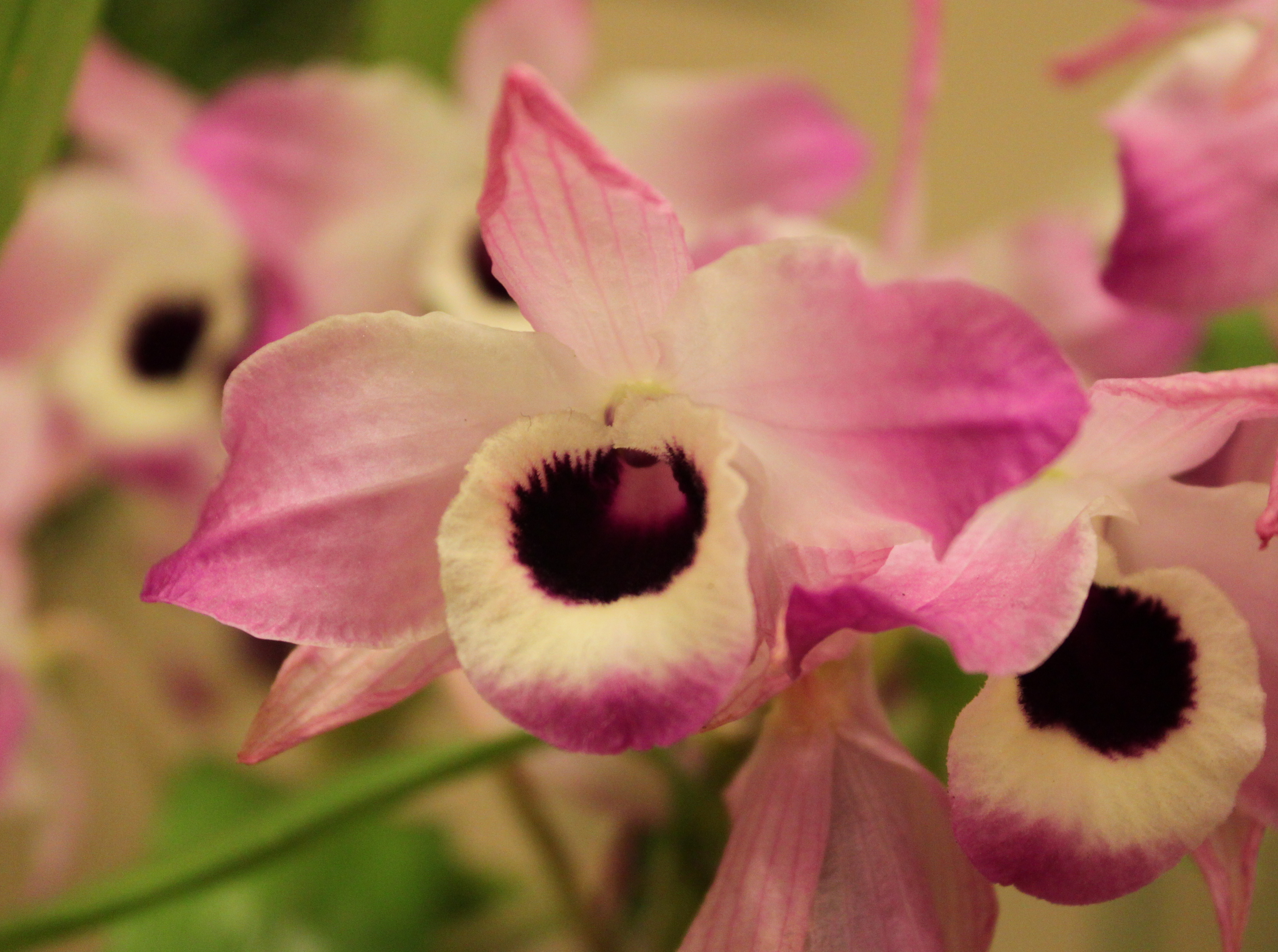
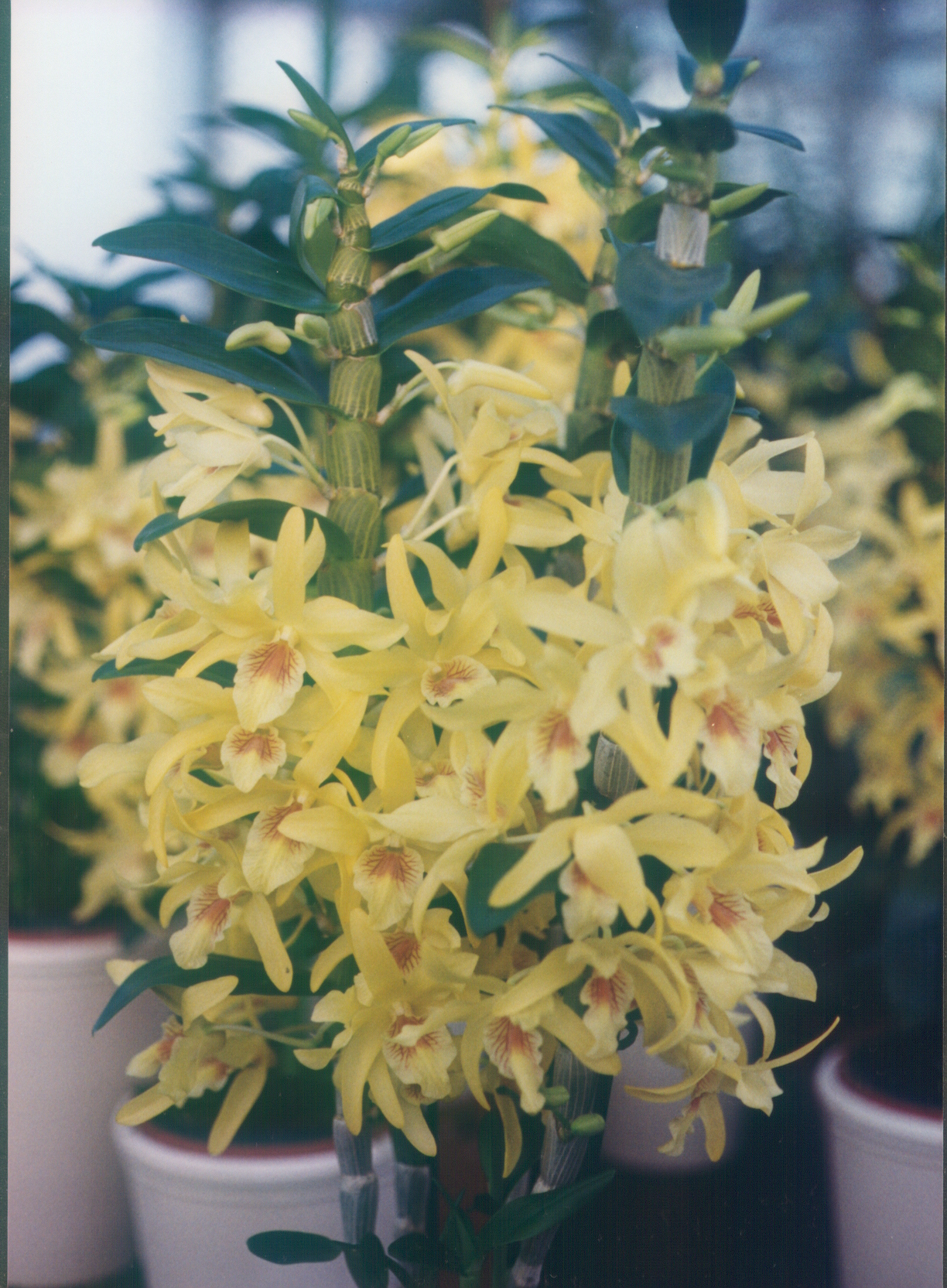
és
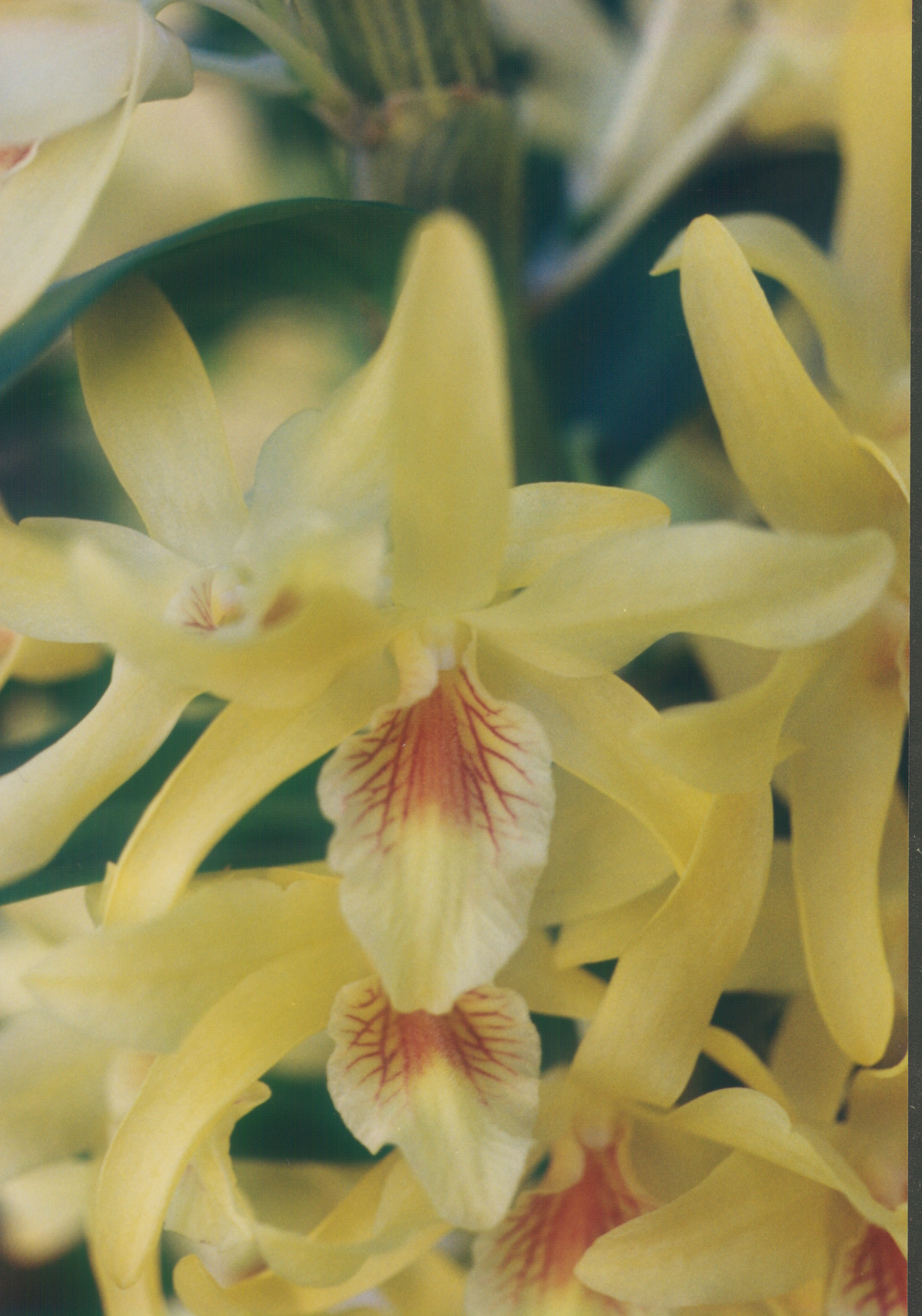
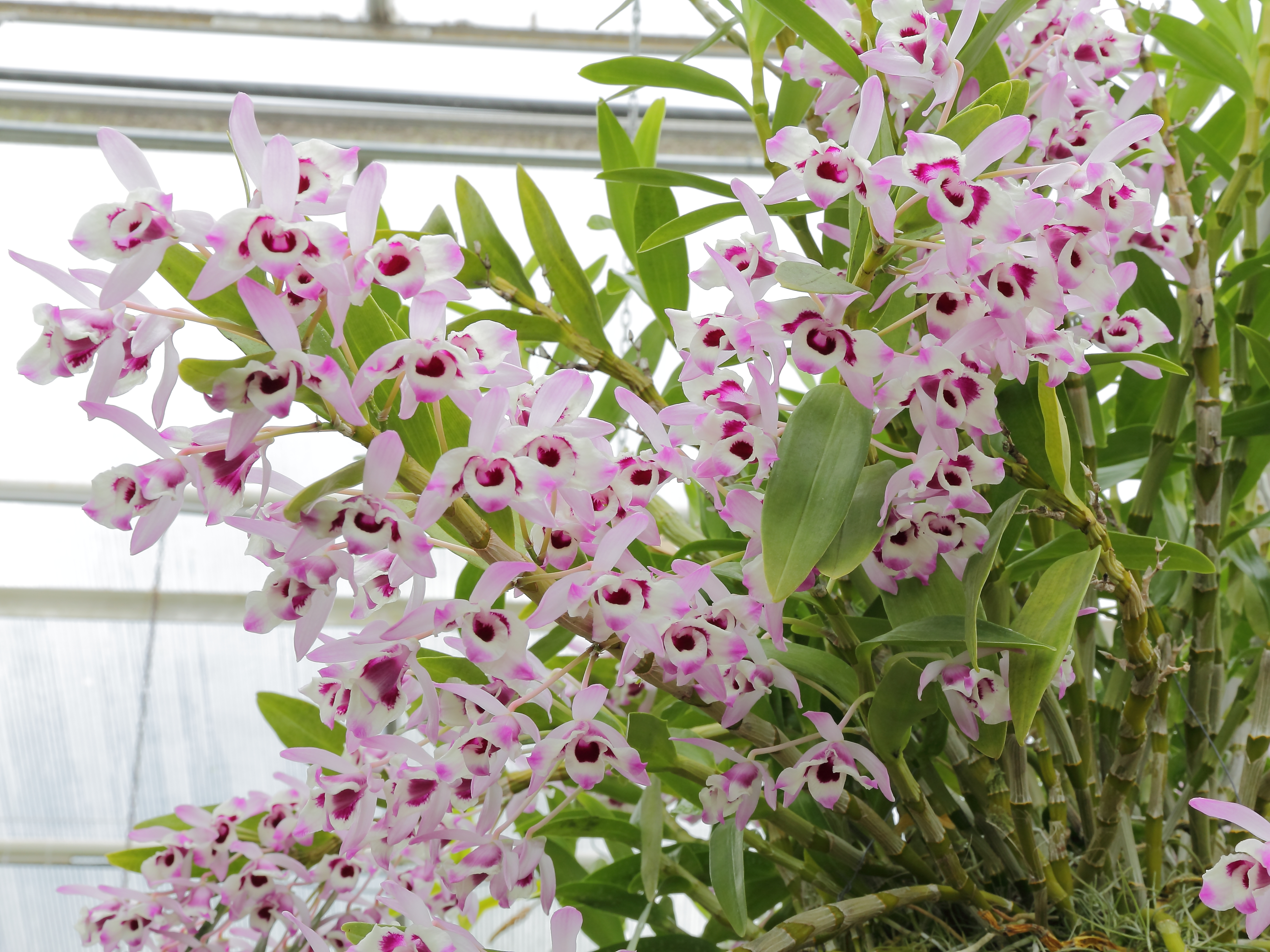
alakok
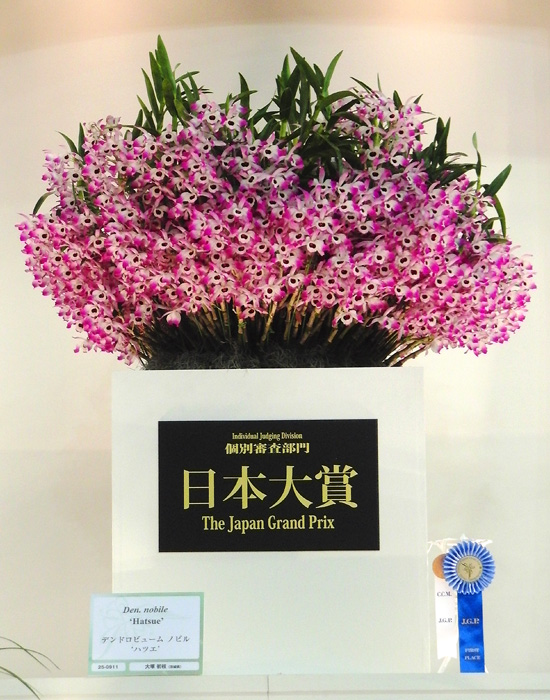
Díj nyertes termesztett változat
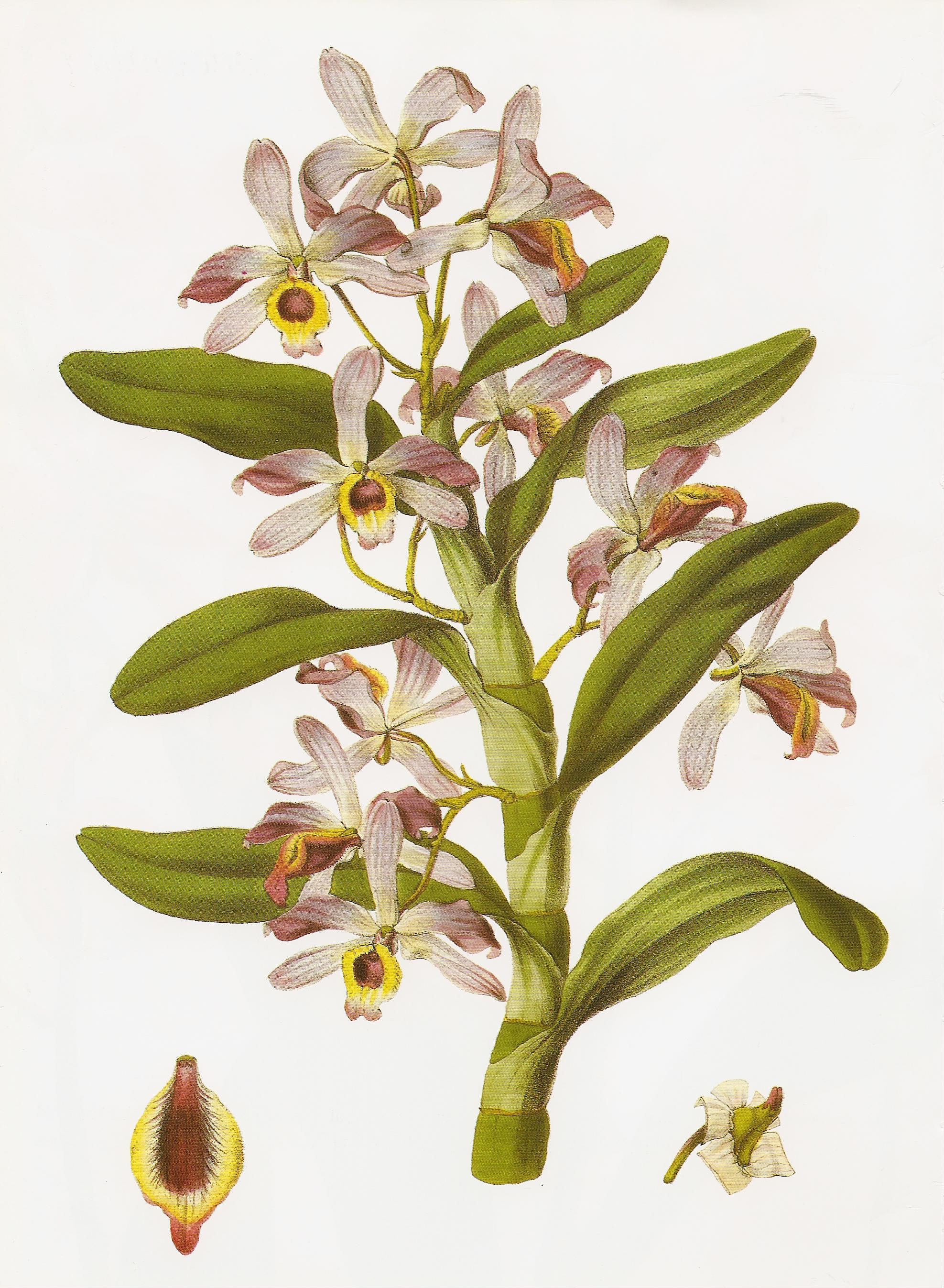
Rajzok
a
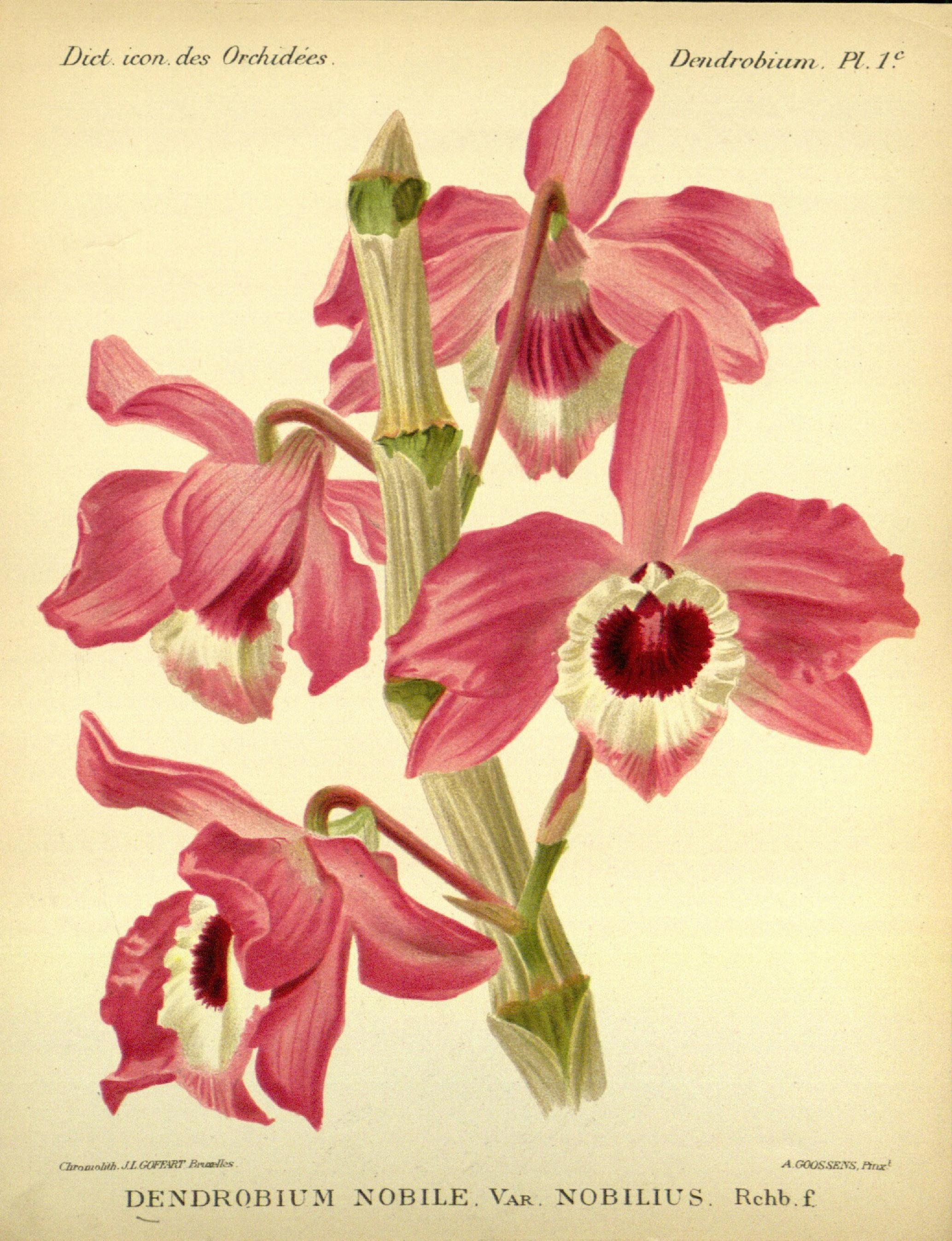
növényről
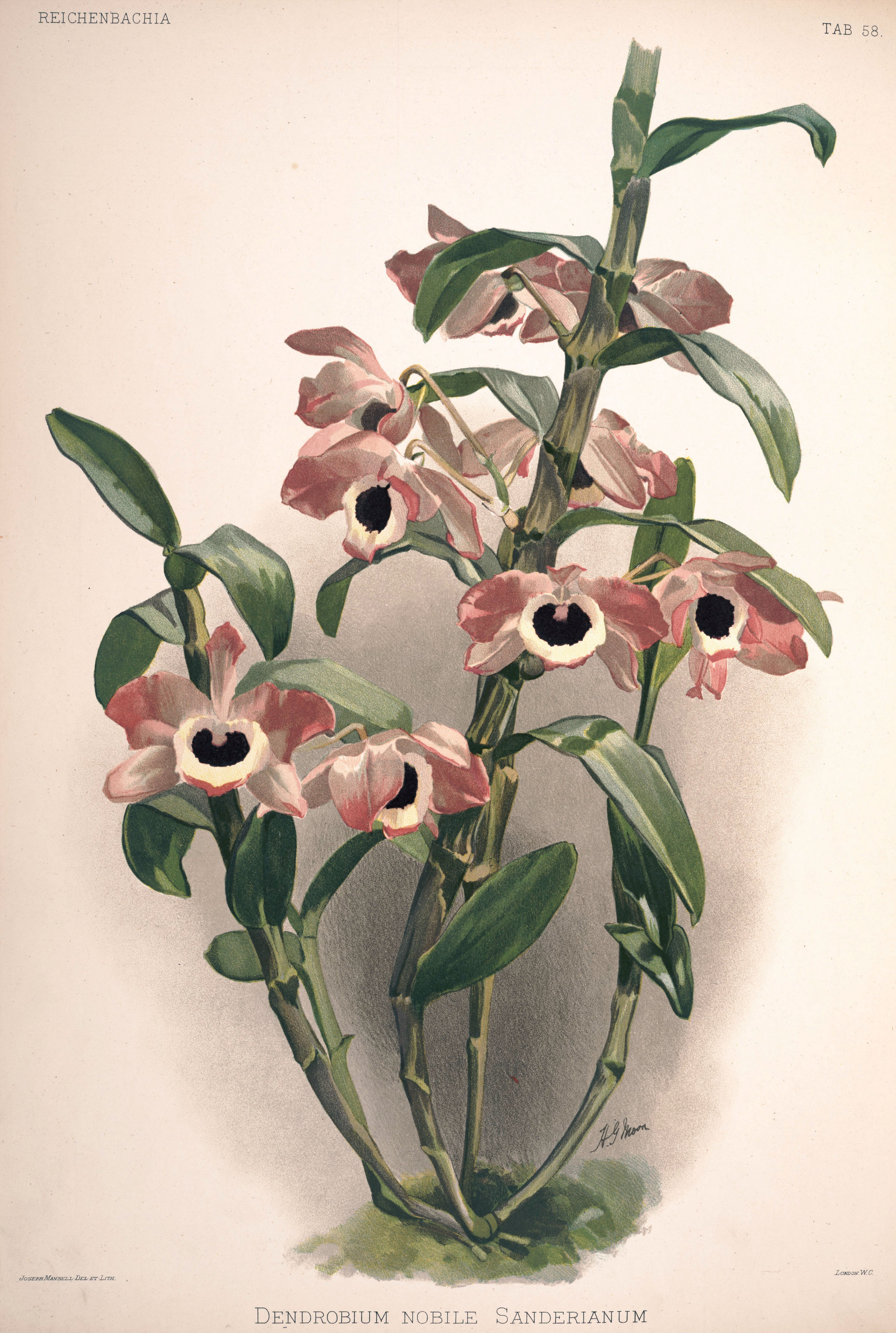